# Pomezanski György
Pomezanski György (Budapest, 1942. május 14. –) kétszeres Gábor Dénes-díjas (1996, 2019) magyar újságíró, tanár.

## Életpályája
1956–1960 között a Toldy Ferenc Gimnázium diákja volt. 1960–1962 között a Budapesti 9. sz. Ipari Szakközépiskola tanulója volt. 1964–1968 között a Szegedi Tudományegyetem magyar-történelem szakos hallgatója volt. Kezdetben autószerelőként dolgozott. 1968–1997 között a Magyar Televízió műsorszerkesztője volt. 1972–1986 között az Ifjúsági Osztály szerkesztője volt. 1976 óta a MÚOSZ tagja. 1986–1990 között a Gazdasági Igazgatóság főmunkatársa volt. 1989–1991 között a Rádió Bridge alapító tulajdonosa és szakmai igazgatója volt. 1993–1997 között a gazdasági műsorok stúdióvezetője volt. 1997–1998 között a TV2 programigazgató-helyettese volt. 1998-tól a Felkínálom Alapítvány kuratóriumának elnöke. 2002 óta a PMédia Kft. kreatív igazgatója. 2004–2005 között az MGYOSZ Oktatási Központ Kft. ügyvezető igazgatója volt. 2005 óta a Duna Televízió alelnöke.

## Műsorai
- Fiatalok órája
- Rólad van szó
- Szépen jól magyarul
- Riporter kerestetik
- K+P /kárpótlás és privatizáció/
- Hitel, Világ, Stádium
- Üzlet – napi gazdasági híradó
- Felkínálom
- Mentor
- Csendes éj! (2006)
- Magyar Karácsony (2007-2008)

## Filmjei
- Ménfőcsanaki napszámosok (2002) (rendező)
- Személyes történelem (2006) (rendező)
- Értékadók (2009) (forgatókönyvíró)
- Gyökeret eresztve
- Sugárbányászok
- A mi nemességünk
- Kölyköd voltam

## Díjai
- Ifjúságért Érdemérem
- Szocialista Kultúráért
- Pro Inventore díj
- Miskolci Fesztivál dokumentumfilm nagydíj
- Állami Ifjúsági Nívódíj
- MTV nívódíj (15)
- Gábor Dénes-díj (1996, 2019)[3]